# Labbamolaga

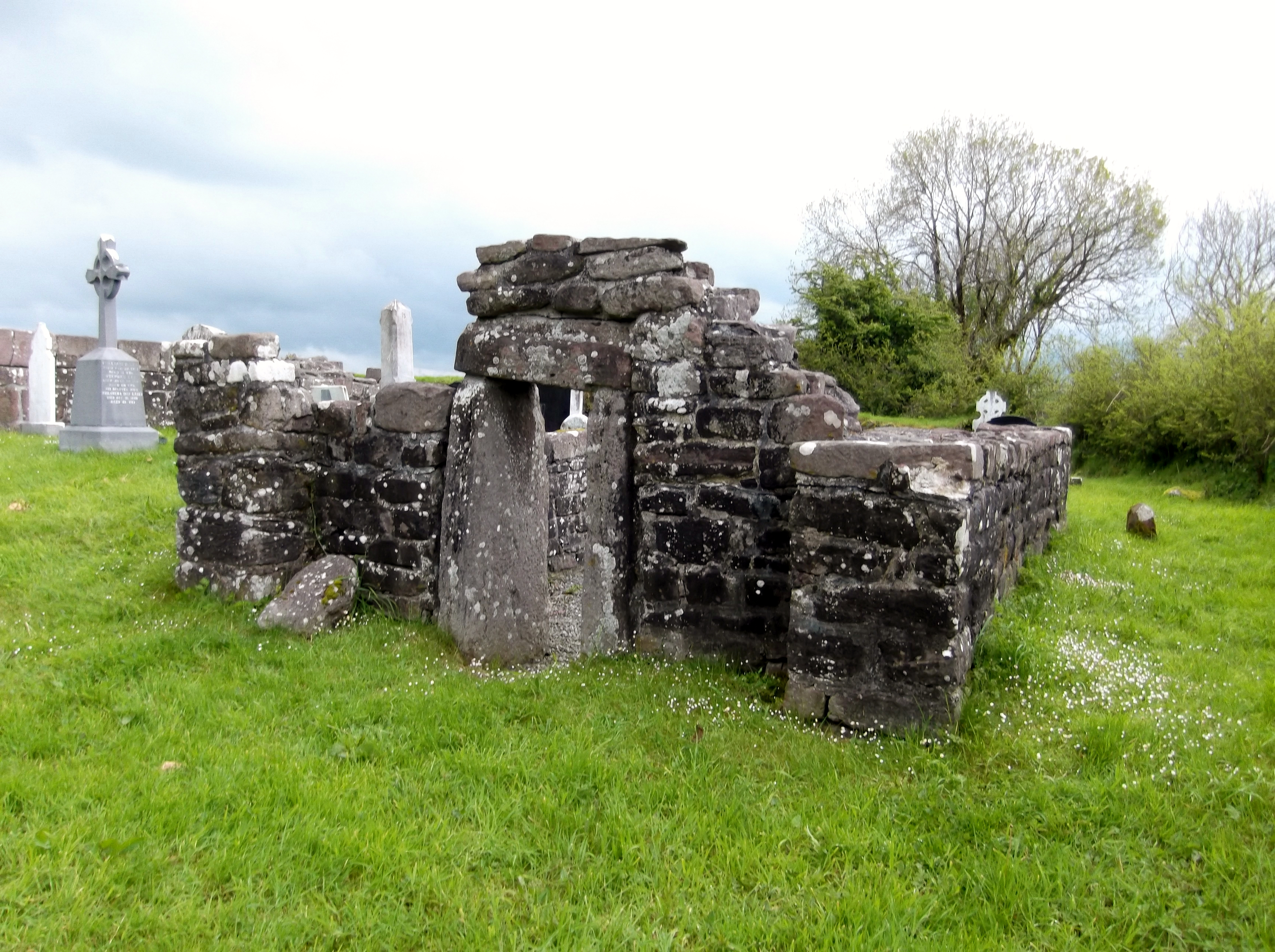
Reste der Klosteranlage

Labbamolaga (irisch Leaba Molaige – deutsch „Molagas Bett“, englisch St. Molaga’s Bed) im Townland Labbamolaga Middle (Leaba Molaga Láir), nordwestlich von Mitchelstown im County Cork nahe der Grenze zum County Limerick in Irland, ist ein nach St. Molaga von Timoleague benanntes Kloster. Innerhalb einer Trockenmauer liegen die zumeist weniger als 1,0 m hohen Überreste zweier Kirchen aus rotem Sandstein. 

## Oratorium
Das Oratorium, die kleinere Kirche im Süden, hat Anten und eine Westtür, die aus einem Block mit einem separaten Sturz hergestellt wurde. Der in den Ruinen gefundene „St. Fanchan’s Candlestick“ (Leuchter) wurde in das St Fanahan College in Mitchelstown verbracht.

## Pfarrkirche
Die größere Kirche im Norden des Oratoriums ist etwa 11,8 m lang, 7,2 m breit und rechteckig mit einem Nebenteil am östlichen Ende. Beide Bereiche verfügen über Südportale. Das ursprüngliche Mauerwerk und der Sockel an der Basis der Südwand deuten an, dass die Kirche romanisch war, im 16. Jahrhundert jedoch in Trümmern lag. Der Eingang kann nicht original sein. Die Westmauer wurde umgebaut.

## Kreuzstein
Zwischen den Kirchen steht ein etwa 1,4 m hoher und 1,0 m breiter Kreuzstein mit einem Ringkreuz auf der West- und einem einfachen Kreuz auf der Ostseite. Beide Kreuze sind als Relief ausgeführt und bedecken den verfügbaren Platz weitgehend. Auf dem Gelände wurde eine Anzahl „Fluchsteine“ gefunden, die sichergestellt wurden.

## Labbamolaga Menhire
Die vier Steine befinden sich in einem Feld unmittelbar südlich des Klosters Labbamolaga (Lage). Es ist nicht sicher, ob diese Steine Teil eines bronzezeitlichen Steinkreises oder die Überreste einer Steinreihe sind, deren fehlende Steine beim Bau der Tür des Oratoriums verwendet wurden.